# Tucker Haymond
Tucker Haymond (Seattle, 30 ottobre 1994) è un cestista statunitense.